# RUTACA Airlines
RUTACA Airlines ist eine venezolanische Fluggesellschaft mit Sitz in Ciudad Bolívar und Basis auf dem Flughafen Tomás de Heres.

## Geschichte
Die Fluggesellschaft wurde 1974 gegründet und nahm im gleichen Jahr den Betrieb auf.

## Flugziele
RUTACA Airlines bedient Ziele im Inland Venezuelas, der Flughafen Tomás de Heres nahe Ciudad Bolívar, wo die Gesellschaft ihren Sitz hat, dient dabei als Basis.

## Flotte
Mit Stand April 2023 besteht die Flotte der RUTACA Airlines aus acht Flugzeugen mit einem Durchschnittsalter von 32,8 Jahren:
| Flugzeugtyp             | Anzahl | bestellt | Anmerkungen                    | Sitzplätze (Business/Eco) | Durchschnittsalter |
| ----------------------- | ------ | -------- | ------------------------------ | ------------------------- | ------------------ |
| Boeing 737-300          | 3      |          | eine mit Winglets ausgestattet | 143 (-/143) 124 (12/112)  | 31,2 Jahre         |
| McDonnell Douglas MD-82 | 2      |          | je eine inaktiv                |                           | 32,1 Jahre         |
| McDonnell Douglas MD-83 | 2      |          | je eine inaktiv                |                           | 34,4 Jahre         |
| McDonnell Douglas MD-88 | 1      |          |                                |                           | 35,8 Jahre         |
| Gesamt                  | 8      | -        |                                |                           | 32,8 Jahre         |

### Ehemalige Flugzeugtypen
- Boeing 737-200 Adv.

## Zwischenfälle
- Am 25. Januar 2001 kehrten die Piloten einer Douglas DC-3/C-47A-65-DL der RUTACA Airlines (Luftfahrzeugkennzeichen YV-224C) kurz nach dem Start vom Flughafen Ciudad Bolívar (Venezuela) aufgrund von Triebwerksproblemen zurück. Dabei verloren sie die Kontrolle über das Flugzeug. Es streifte Bäume und stürzte in das Wohngebiet El Perú. Alle 24 Insassen, vier Besatzungsmitglieder und 20 Passagiere, kamen ums Leben.[2]

- Am 16. Oktober 2008 kam eine Boeing 737-200 mit dem Kennzeichen YV-162T bei der Landung in Caracas wegen Aquaplaning von der Piste ab und grub sich in den Untergrund. Dabei wurden unter anderem die Triebwerke schwer beschädigt, worauf die 1983 in Dienst gestellte Maschine als wirtschaftlicher Totalschaden abgeschrieben wurde. Die 54 Insassen kamen mit dem Schrecken davon.